# Loferer
Loferer  ist ein Gemeindeteil von Miesbach auf der Gemarkung Wies im oberbayerischen Landkreis Miesbach.

## Ortsbeschreibung
Die Einöde Loferer liegt 2,1 km nordwestlich des Bahnhofsplatzes von Miesbach.
Der Wohnteil des Bauernhauses Loferer 2 ist ein Flachsatteldachbau mit Blockbau-Obergeschoss und Balusterlaube, bezeichnet mit der Jahreszahl 1773. Der Dachaufbau mit Kniestock und Hochlaube stammen von 1974. Der Wohnteil ist in die Liste der Baudenkmäler in Miesbach eingetragen.

## Bevölkerungsentwicklung
Um 1887 lebten in Loferer sieben Einwohner. Bis 1950 stieg die Bevölkerung auf elf Einwohner an. Im Mai 1987 gab es dort sechs Einwohner in einem Wohngebäude.
| Jahr      | 1871 | 1925 | 1950 | 1970 | 1987 |
| Einwohner | 7    | 7    | 11   | 8    | 6    |